# Iris Radisch
Iris Radisch (* 2. Juli 1959 in West-Berlin) ist eine deutsche Literaturkritikerin, Redakteurin und Buchautorin. Seit 1990 schreibt sie für die Wochenzeitung Die Zeit, deren Feuilleton sie von 2013 bis 2021 leitete. Sie gehörte zum Team der ZDF-Sendung Das literarische Quartett und war Mitglied der Jury des Ingeborg-Bachmann-Preises, deren Vorsitz sie fünf Jahre innehatte.

## Leben
Radisch wurde als Tochter eines Arztes und einer Lehrerin in Berlin-Kreuzberg geboren und wuchs in Lichterfelde auf. An den Universitäten von Frankfurt am Main und Tübingen studierte Iris Radisch Germanistik, Romanistik und Philosophie. Ihren beruflichen Werdegang begann sie als Literaturredakteurin. Sie schrieb für die Frankfurter Rundschau, ehe sie 1990 zur Zeit wechselte. Im Nebenberuf übernahm Radisch Gastprofessuren, unter anderem in St. Louis und Göttingen, und arbeitete als Moderatorin für verschiedene Fernsehsender, darunter das ZDF, die ARD, den WDR und den Privatsender VOX.
Größere Bekanntheit erlangte Iris Radisch, als das ZDF sie im August 2000 für die Sendung Das literarische Quartett verpflichtete. Sie löste in der prominenten Bücher-Talkshow mit Marcel Reich-Ranicki und Hellmuth Karasek die im Streit mit Reich-Ranicki ausgeschiedene Sigrid Löffler ab. Radisch blieb ständige Teilnehmerin der Sendung bis zur letzten regulären Folge im Dezember 2001 und bei den Sondersendungen anlässlich der Jubiläen von Friedrich Schiller, Thomas Mann, Heinrich Heine und Bertolt Brecht in den Jahren 2005 und 2006.
Von 2002 bis 2003 moderierten Iris Radisch und Gert Scobel im wöchentlichen Wechsel die Literatursendung Bücher, Bücher des Hessischen Rundfunks. Von August 2006 bis September 2012 leitete sie – als Nachfolgerin von Roger Willemsen – monatlich den Literaturclub des Schweizer Fernsehens (ausgestrahlt auf SF 1 und 3sat).
Von 1995 bis 2000 war sie Jurymitglied des Ingeborg-Bachmann-Preises, der seit 1977 im Rahmen der Tage der deutschsprachigen Literatur in Klagenfurt verliehen wird; von 2003 bis 2007 saß sie der dortigen Jury als Vorsitzende vor.
2007 veröffentlichte Iris Radisch das Buch Die Schule der Frauen über ihre Erfahrungen als berufstätige dreifache Mutter. Es folgten Bücher über Albert Camus und die französische Literatur.
Von 2013 bis 2021 leitete sie gemeinsam mit Adam Soboczynski das Feuilleton der Zeit.
Iris Radisch ist mit dem F.A.Z.-Feuilleton-Redakteur Eberhard Rathgeb verheiratet. Das Ehepaar hat drei Töchter.

## Auszeichnungen
2008 wurde Iris Radisch von der Gesellschaft für deutsche Sprache mit dem Medienpreis für Sprachkultur in der Sparte „Presse“ ausgezeichnet. 2009 ernannte die französische Kulturministerin Christine Albanel Radisch zum Chevalier des Arts et Lettres. 2020 wurde ihr der Johann-Heinrich-Merck-Preis für literarische Kritik und Essay zuerkannt.

## Werke

### Monografien
- Die Seele Europas und die kleine Heimat. Keiner kommt hier lebend raus. Zwei Texte. Wieser, Klagenfurt 2006, ISBN 3-85129-600-1.
- Die Schule der Frauen. Wie wir die Familie neu erfinden. DVA, München 2007, ISBN 3-421-04258-6.
  - Taschenbuchausgabe: Goldmann, München 2008, ISBN 978-3-442-15506-4.
- Camus. Das Ideal der Einfachheit. Eine Biographie. Rowohlt, Berlin 2013, ISBN 978-3-498-05789-3.
  - Taschenbuchausgabe: Rowohlt, Reinbek bei Hamburg 2014, ISBN 978-3-499-62801-6.
- Die letzten Dinge. Lebensendgespräche. Rowohlt, Reinbek bei Hamburg 2015, ISBN 978-3-498-05803-6
- Warum die Franzosen so gute Bücher schreiben. Von Sartre bis Houellebecq. Rowohlt, Reinbek bei Hamburg 2017, ISBN 978-3-498-05814-2.

### Herausgeberschaft
- Mein Jahrhundertbuch. 51 namhafte Autoren stellen ihr Lieblingswerk des 20. Jahrhunderts vor. Böhlaus Nachf., Weimar 2000
  - Taschenbuchausgabe: Mein Jahrhundertbuch. 51 Liebeserklärungen. Suhrkamp, Frankfurt am Main 2003, ISBN 3-518-45554-0.
- Zusammen mit Eberhard Rathgeb: Wir haben es satt! Warum Tiere keine Lebensmittel sind. Residenz, St. Pölten 2011, ISBN 3-701-71576-9.